# Protocuspidaria verityi
Protocuspidaria verityi is een tweekleppigensoort uit de familie van de Protocuspidariidae. De wetenschappelijke naam van de soort is voor het eerst geldig gepubliceerd in 1981 door Allen & Morgan.